# Rovné, Rimavská Sobota
Rovné este o comună slovacă, aflată în districtul Rimavská Sobota din regiunea Banská Bystrica. Localitatea se află la altitudinea de 340 m deasupra n.m., se întinde pe o suprafață de 9,16 km2 și în 2017 număra 129 de locuitori.

## Istoric
Localitatea Rovné este atestată documentar din 1413.

## Demografie
| An:                | 1994 | 2004    | 2014    | 2024    |
| ------------------ | ---- | ------- | ------- | ------- |
| Număr de persoane: | 189  | 165     | 131     | 106     |
| Diferență:         |      | −12,69% | −20,60% | −19,08% |

| An:                | 2023 | 2024   |
| ------------------ | ---- | ------ |
| Număr de persoane: | 107  | 106    |
| Diferență:         |      | −0,93% |